# اوتوتو

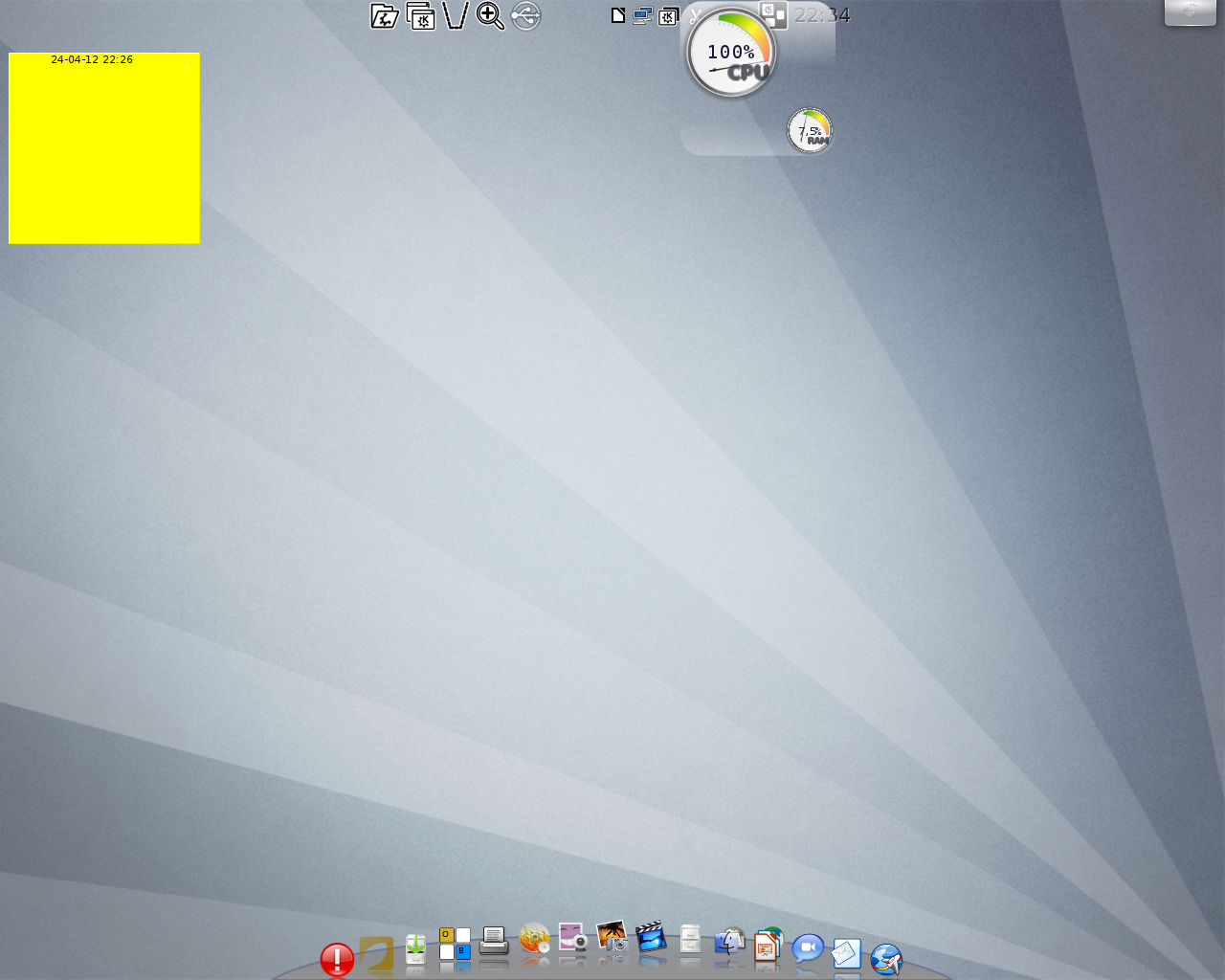
اوتوتو

اوتوتو (به انگلیسی: Ututu) یک توزیع گنو/لینوکس بر پایه جنتو می‌باشد که با عناصر و بسته‌های نرم‌افزاری آزاد ارائه می‌گردد. اوتوتو نام یک مارمولک می‌باشد که بومی آرژانتین شمالی است. با توجه به اینکه اوتوتو از جنتو لینوکس مشتق شده‌است، از ابزار ایمرج (به انگلیسی: Emerge) و فایل‌های ای‌بیلد (به انگلیسی: Ebuild) این توزیع استفاده می‌کند.
اوتوتو اولین توزیع لینوکس آزادی می‌باشد که توسط پروژه گنو مورد تأیید قرار گرفته‌است. ریچارد استالمن، بنیان‌گذار پروژه گنو، قبل از اینکه از توزیع گنوسنس بر روی رایانهٔ شخصی خود استفاده کند، از این توزیع استفاده می‌کرده‌است.
اوتوتو از فایل‌های باینری مجزا و بهینه‌شده‌ای برای معماری‌های Intel و AMD استفاده می‌کند که این قابلیت را به آن می‌دهد تا بر روری سیستم‌های قدیمی هم با سرعت خوبی اجرا شود.
لازم است ذکر شود که همهٔ مستندات اوتوتو، به زبان اسپانیایی می‌باشند.

## تاریخچه
اوتوتو برای اولین بار در سال ۲۰۰۰ توسط دیگو ساراویا از دانشگاه بین‌المللی سالتا، منتشر شد. اوتوتو اولین توزیع لوح فشرده زنده در دنیا و اولین توزیع آرژانتین بود. اوتوتو مجری پرژه شبیه‌سازی انرژی خورشیدی (به انگلیسی: Simusol) نیز می‌باشد. اوتوتو یک توزیع لینوکس ساده است، چون برای راه اندازی آن نیاز به انجام تنظیمات خاصی نیست. اتوتو به‌طور اتوماتیک سخت‌افزارهای سیستم شما را تشخیص می‌دهد.

## Ututo-Get
در سال‌های اخیر بحث ایجاد یک سامانه مدیریت بسته اختصاصی برای اوتوتو در محافل مختلف مطرح بوده‌است، از این رو پابلو مانوئل ریزو، Ututo-Get را طراحی کرده‌است که ابزاری برای پشتیبانی از دیتابیس دبیان می‌باشد. البته اوتوتو مانند سایر توزیع‌های مبتنی بر جنتو لینوکس، می‌تواند از پورتج استفاده کند.